# Ommatius neotenellus
Ommatius neotenellus är en tvåvingeart som beskrevs av Stanley Willard Bromley 1936. Ommatius neotenellus ingår i släktet Ommatius och familjen rovflugor. Inga underarter finns listade i Catalogue of Life.